# Albert Hermann Fink
Albert Hermann Fink (* 26. September 1881 in Seelbach im Landkreis Limburg-Weilburg; † im 20. Jahrhundert) war ein deutscher Landwirt und Bürgermeister sowie Mitglied des Provinziallandtages der Provinz Hessen-Nassau.

## Leben
Albert Hermann Fink führte in seinem Heimatort einen landwirtschaftlichen Betrieb und wurde 1914 zum Bürgermeister von Seelbach (Ortsteil von Villmar) gewählt.
Von 1926 bis 1932 hatte er ein Mandat für den Nassauischen Kommunallandtag des preußischen Regierungsbezirks Wiesbaden bzw. für den Provinziallandtag der Provinz Hessen-Nassau, wo er  Mitglied des Bau-, Wahlvorschlags-,  Geschäftsordnungs- sowie des Beamten- und Eingabenausschusses war.
Von 1930 an saß er als Mitglied der Christlich-Nationale Bauern- und Landvolkpartei in den Parlamenten.
Im März 1933 kandidierte er als Mitglied der Kampffront Schwarz-Weiß-Rot erfolglos für den Kommunallandtag.
1937 beantragte er die Aufnahme in die NSDAP. Da Fink als  „politisch unzuverlässig“ galt, wurde er erst im Jahre 1942 Parteimitglied.